# Nghiêm Phú Phi
Nghiêm Phú Phi (1930 – 2008) là một nhà soạn nhạc kiêm nhạc sĩ hòa âm hoạt động tại Việt Nam Cộng hòa trước sự kiện 30 tháng 4 năm 1975. Ông là Giám đốc Trường Quốc gia Âm nhạc và Kịch nghệ, người điều khiển ban nhạc Đoàn Văn nghệ Việt Nam và cũng là nghệ sĩ độc tấu dương cầm cho Dàn nhạc Giao hưởng Sài Gòn. Là một người tốt nghiệp hạng ưu tại trường nhạc quốc gia Paris của Pháp, ông tích cực học hỏi thêm nhạc cụ cổ truyền và đưa vào đường hướng của nghiệp soạn nhạc. Ngoài ra, các hãng thu âm của miền Nam Việt Nam đều coi Nghiêm Phú Phi như một trong những "linh hồn hoà âm" không thể thiếu trong hoạt động sản xuất âm nhạc của họ.

## Tiểu sử
Ông sinh ngày 9 tháng 7 năm 1930 tại Sài Gòn, cha mẹ là người gốc tỉnh Hà Đông vào Nam lập nghiệp từ cuối thập niên 1920, nhưng do sống với người miền Nam nên ông nói giọng Nam. Ông là con trưởng, dưới còn có hai em trai và bốn em gái (một người qua đời từ sớm).
Thuở nhỏ, ông cùng gia đình sống tại tỉnh Bà Rịa, sau đó về lại Sài Gòn và ông vào trung học tại trường Pétrus Ký (Chợ Lớn). Ông được người quen gia đình là nhạc sĩ Nguyễn Văn An hướng dẫn nhạc lý, dạy đàn mandoline và guitar rồi giới thiệu cho học dương cầm cổ điển với nhạc sư Võ Đức Thu. Dù sao, dương cầm vẫn được Nghiêm Phú Phi ưa chuộng hơn cả.  Nhờ vậy, năm 1945 ông đã có thể đi đàn dương cầm vào buổi tối ở Sài Gòn hay Chợ Lớn để kiếm thêm tiền. Ông thường đàn ở một quán trên đường La Grandière, cùng địa điểm với nghệ sĩ Trần Văn Trạch.
Năm 1949, ông sang Pháp thi vào Nhạc viện Quốc gia Pháp (Conservatoire national de musique). Trong thời gian theo học tại đây, ông được mời soạn nhạc cho một bộ phim Việt Nam là phim Một trang nhật ký (1951). Ông tốt nghiệp hạng ưu về dương cầm và hòa âm vào cuối năm 1954. 
Năm 1965, ông được cử làm Phó Giám đốc Trường Quốc gia Âm nhạc và Kịch nghệ. Năm 1970, ông lên làm Giám đốc thế chỗ nhạc sĩ Đỗ Thế Phiệt vừa qua đời.
Sau sự kiện 30 tháng 4 năm 1975, ông và gia đình bị kẹt lại ở Việt Nam. Tuy vậy, ông vẫn tiếp tục mở lớp dạy đàn tại nhà trong hẻm 75 Phạm Đăng Hưng (nay đã đổi tên thành đường Mai Thị Lựu) và nhà thờ Huyện Sĩ. Đến năm 1985 thì ông sang định cư tại Hoa Kỳ, ban đầu tại Port Arthur (Texas), ba tháng sau thì về quận Cam (California). Tại đây, ông tham gia tích cực công tác cứu trợ thuyền nhân và tiếp tục mở trường nhạc tại thành phố Westminster, California ngay trong năm vừa sang Mỹ với hơn một trăm học trò đều là đồng hương cho đến khi qua đời vào ngày 16 tháng 1 năm 2008.
Về gia đình, ông có năm người con, gồm ba người với người vợ đầu và hai người con gái với người vợ sau là bà Nguyễn Ngọc Sương.

## Sự nghiệp
Khoảng 1958 khi về lại Sài Gòn, Nghiêm Phú Phi nhiệt thành tham gia mọi hoạt động âm nhạc trong lĩnh vực chuyên môn của ông, từ dạy dương cầm đến làm nghệ sĩ thực thụ trong các phòng trà hoặc câu lạc bộ, soạn nhạc cho các đài phát thanh VTVN và truyền hình THVN; đệm đàn cho chương trình ngâm thơ, soạn nhạc cho các phim điện ảnh và hòa âm cho các ca khúc của những tác giả khác. Tuy nhiên, ông quan niệm không làm "cái gì người ta làm nhiều quá" như viết ca khúc mà làm "cái gì người ta làm không được". Ông tâm sự do tham gia đa dạng lĩnh vực và bản tính thích nói thẳng nên một số người không thích ông. Ngoài ra, ông không thiết tha phổ biến rộng các tác phẩm giao hưởng vì lượng công chúng của thể loại này tương đối ít so với ca khúc tân nhạc nói chung.
Ông điều khiển ban nhạc Đoàn Văn nghệ Việt Nam của Hoàng Thi Thơ và cũng là nghệ sĩ độc tấu dương cầm cho Dàn nhạc Giao hưởng Sài Gòn. Trong tâm tưởng, ông luôn ấp ủ hòa âm nhạc cụ dân tộc; dù bản thân không biết chơi các nhạc cụ này nhưng ông không ngại học hỏi từng giáo sư dạy ngành Quốc nhạc để lĩnh hội những khía cạnh về âm sắc, âm giai của các nhạc cụ đó. Nhìn chung khi viết cho dàn nhạc giao hưởng hay viết cho tam tấu, tứ tấu, ông cũng thường viết những chủ đề liên quan đến Việt Nam. Năm 1960, ông soạn Divertimento I phối hợp nhạc cụ cổ truyền và nhạc cụ phương Tây, tạo ấn tượng đối với một số nghệ sĩ người ngoại quốc. Nghiêm Phú Phi được Hoàng Thi Thơ tin cậy mời soạn nhạc cho các chương trình lưu diễn trong và ngoài nước theo sự ủy nhiệm của Bộ Văn hóa Việt Nam Cộng Hoà lúc đó, và tiết mục kết hợp đàn tranh, đàn bầu, đàn cò với dương cầm được diễn nhiều lần ở Việt Nam và các nước Đông Nam Á. Năm 1965, qua sự quan tâm của Tổng cục Chiến tranh Chính trị, ông soạn tiếp Divertimento 2. Trong thời gian cộng tác với đài phát thanh Tiếng Nói Tự Do, ông đã viết nhiều tấu khúc cho đài này để trình diễn với các nhạc cụ gồm tỳ bà, đàn tranh, đàn kìm, đàn bầu: năm 1970 là Suite 1 – Dân ca ba miền; năm 1971 là Suite 2 – Cuộc đời con người có nội dung về các giai đoạn trong đời người từ lúc sinh ra tới khi chết đi. Tại Dinh Độc Lập, ông cùng nhiều nghệ sĩ diễn Ngày hội non sông với đàn kìm, đàn cò, sáo, đàn tranh, đàn bầu hợp cùng vĩ cầm, viola, cello, kèn,... Năm 1974, ông soạn tứ tấu đàn dây Fantasia 1 viết trên ngũ cung cổ truyền. Sau này ở hải ngoại, năm 1993 ông cho ra tiếp Fantasia 2 gồm đàn kìm, đàn tranh, đàn bầu, vĩ cầm, viola và cello. Năm 1971, ông có bản Apollo 14 (tên một nhiệm vụ Mặt Trăng của Hoa Kỳ) với những âm thanh vốn chỉ thấy trong phim khoa học viễn tưởng, điều chưa từng có nhà soạn nhạc Việt Nam nào thực hiện trước đó.
Nhiều hãng thâu âm miền Nam Việt Nam trước 1975 và cả sau này ở hải ngoại đều coi ông và Lê Văn Thiện như là "linh hồn hoà âm" không thể thiếu. Hơn một nghìn ca khúc trước 1975 là do ông hoà âm. Đối với thể loại ca khúc phổ thông đại chúng, ông chủ trương hòa âm sao cho nâng tầm tác phẩm lên, chẳng hạn đem đến tên tuổi cho nhạc sĩ Trúc Phương qua phần hòa âm bài bolero "Nửa đêm ngoài phố" với giọng ca Thanh Thúy, hoặc hòa âm cho các bài hát đầu của Trầm Tử Thiêng khi này còn thiếu kinh nghiệm, hoặc làm hòa âm giúp nâng tên tuổi cho giọng hát Nhật Trường và Hoàng Oanh. Là một người học về nhạc cổ điển phương Tây, nhưng trả lời câu hỏi vì sao các nhạc sĩ nhạc tình cảm phổ thông lại tìm đến ông nhờ hòa âm cho sáng tác của họ, thì ông cho biết do ông lột tả hết tính chất của các bài nhạc đó, "nói nôm na cho vui" theo ông là "Nhạc sến khi tôi hòa âm thì sến nó ra sến. Bởi thế rốt cuộc mấy anh ấy cũng nhờ tôi". Tuy nhiên, ông nói danh từ "nhạc sến" là một số nhân vật mang nặng mặc cảm tự tôn cho rằng họ sáng tác hoặc thưởng thức những loại nhạc họ coi là "cao sang", và rằng loại nhạc tình cảm phổ thông này có giá trị riêng biệt và thu hút được rất nhiều người thưởng thức.
Nhiều trường ca như "Hòn vọng phu" (Lê Thương); "Con đường Cái Quan" và "Mẹ Việt Nam" (Phạm Duy); "Hội trùng dương" (Phạm Đình Chương); "Ngày trọng đại" (Hoàng Thi Thơ) là do Nghiêm Phú Phi soạn hòa âm.

## Tác phẩm

### Giao hưởng
- Divertimento 1 (1960)
- Divertimento 2 (1965)
- Suite (Liên khúc) số 1 – Dân ca ba miền (1970): gồm 8 đoản khúc là Bắc, Trung, Nam, Thôn, Thị, Chiến, Bình và Hoan.
- Suite (Liên khúc) số 2 – Cuộc đời con người (1971): gồm 9 đoản khúc là Trên nôi, Tuổi thơ, Mái trường, Tình yêu, Hôn nhân, Trường đời, Tuổi già, Bệnh tật và Giải thoát.
- Apollo 14 (1971)
- Ngày hội non sông
- Fantasia 1 (1974, tứ tấu đàn dây)
- Fantasia 2 – Thế giới đảo điên (1993)

### Ca khúc
- Các anh về
- Đôi mắt người xưa (ca khúc nhạc phim, lời do Y Vân viết):

Bài hát theo điệu Slow, xuất bản năm 1966 dù từ trước đã được dùng làm nhạc cho xuất phẩm điện ảnh Đôi mắt người xưa chiếu năm 1964. Bài hát được ca sĩ Hoàng Oanh thu cho Hãng dĩa Việt Nam lần đầu vào EP 45 vòng mã số M. 3469–70 (kiểm duyệt ngày 17 tháng 12 năm 1965). Phim Đôi mắt người xưa được phóng tác từ tiểu thuyết Đôi mắt người xưa của ký giả kiêm nhà văn Ngọc Linh nguyên thủy đăng trên nhật báo Lẽ Sống vào năm 1960. Tác giả Ngọc Linh quê tỉnh Bạc Liêu cũ (nay thuộc tỉnh Cà Mau), sinh năm 1931, mất năm 2002 tại Việt Nam. Phim mất khoảng bốn năm để thực hiện, đến năm 1966 thì diễn viên Xuân Dung đóng vai Hiền giành giải Nữ diễn viên xuất sắc nhất tại Đại hội điện ảnh châu Á lần thứ 13 tổ chức tại Seoul (Hàn Quốc).